# إدوين إم. ياموتشي
إدوين إم. ياموتشي (بالإنجليزية: Edwin M. Yamauchi)‏ هو مؤرخ وأستاذ جامعي أمريكي، ولد في 1937 في هيلو في الولايات المتحدة.